# Luis Armando Tineo Rivera
Luis Armando Tineo Rivera, es un obispo católico que se desempeñó como 3° Obispo de Carora.

## Biografía

### Primeros años
Luis Armando nació el 10 de mayo de 1948, en la ciudad venezolana de Caracas. Hijo primogénito del abogado y economista, Melchor Tineo Plaza y de la profesora, Carmen Josefina Rivera.
Su madre murió en un accidente automovilístico, por lo cual quedó bajo la tutela de una tía.

### Formación
Realizó su formación primaria en el Colegio Salesiano Santo Domingo Savio, en Los Teques. Culmina el bachillerato en Maturín.
En 1974, obtuvo la licenciatura en Sociología, por la Universidad de Oriente en Cumaná.
Realizó los estudios de Filosofía en el Seminario de Caracas y Teología en la Pontificia Universidad Gregoriana.
En la Pontificia Universidad Gregoriana, obtuvo la licenciatura en Teología moral.

## Sacerdocio
Fue ordenado sacerdote el 26 de julio de 1980, de manos de Su Eminencia José Alí Cardenal Lebrún. Incardinado en la arquidiócesis de Caracas.
Desempeño los siguientes cargos:
- Participó como secretario adjunto en el Sínodo Mundial de Obispos de 1980, convocado por Juan Pablo II sobre el tema de la familia en el mundo contemporáneo en el Vaticano.
- Vicario parroquial en las parroquias S. Francisco Javier y Ntra. Sra. de la Paz, Caracas 1983 al 1985.
- Miembro del equipo directivo del Seminario Mayor de Caracas 1984 al 1988.
- Director del Secretariado Arquidiocesano de Catequesis y Canónigo de la Catedral Metropolitana de Caracas desde 1984 al 1988.
- Párroco de La Anunciación del Señor desde 1988 al 2007.
- Participó en la preparación y la celebración del Concilio Plenario de Venezuela como asesor y como miembro del 2000 al 2008.
- Por varios años fue arcipreste de Baruta y miembro del Consejo Presbiteral y del Consejo de Asuntos económicos de la arquidiócesis.
- Cofundador y director del Semanario "La Iglesia Ahora", desde el 2006 al 2013.
- Profesor de Teología Moral y otras materias teológicas en el Seminario Mayor de Caracas desde 1983 al 2013.

## Episcopado

### Obispo Auxiliar de Caracas
En febrero de 2007 es nombrado por el Papa Benedicto XVI como Obispo Auxiliar de Caracas y V obispo titular Horrea Coelia.
Fue Ordenado obispo en la catedral de Caracas el 28 de abril de 2007, a manos de Jorge Liberato Urosa Savino, Arzobispo de Caracas, Santiago de Venezuela.

### Obispo de Carora
El 23 de julio de 2013 el Papa Francisco lo nombró obispo de Carora,
El 23 de junio de 2020 el Papa Francisco le aceptó la renuncia a la diócesis de Carora dejándola Sede Vacante en manos de Ubaldo Ramón Santana Sequera como administrador apostólico.
En la CEV fue Presidente de la Comisión Episcopal de Laicos y Ministerios y actualmente es presidente de la Comisión Episcopal de Cultura y Bienes Culturales.